# Ormetica chrysomelas
Ormetica chrysomelas är en fjärilsart som beskrevs av Walker 1856. Ormetica chrysomelas ingår i släktet Ormetica och familjen björnspinnare. Inga underarter finns listade i Catalogue of Life.